# Mercedes Echerer
Raina Mercedes Echerer este o polticiană austriacă membru al Parlamentului European în perioada 1999-2004 din partea Austriei. (Verzii)
Doamnă Echerer este actriță.
1. ↑  „Mercedes Echerer”, Internet Movie Database, accesat în 17 octombrie 2015
2. ↑  „Mercedes Echerer”, Gemeinsame Normdatei, accesat în 11 decembrie 2014
3. ↑  Deputații în Parlamentul European